# Wendell Moore Jr.
Wendell Horace Moore Jr. (Richmond, 18 de setembro de 2001) é um jogador norte-americano de basquete profissional que atualmente joga no Charlotte Hornets da National Basketball Association (NBA) e no Greensboro Swarm da G-League.
Ele jogou basquete universitário no Duke Blue Devils e foi selecionado pelo Dallas Mavericks como a 26º escolha geral no draft da NBA de 2022.

## Carreira no ensino médio
Moore estudou na Cox Mill High School em Concord, Carolina do Norte. Como calouro, ele foi titular em todos os 29 jogos disputados e teve médias de 17,9 pontos, 8,6 rebotes, 3,3 assistências e 1,8 roubos de bola. Em seu segundo ano, ele foi titular em todos os 33 jogos e teve médias de 25,0 pontos, 9,2 rebotes, 3,9 assistências e 2,3 roubos de bola para ajudar a levar seu time ao título estadual. Em sua terceira temporada, ele se tornou o jogador mais rápido a marcar 1.000 pontos na carreira na história das escolas públicas do Condado de Cabarrus.

### Recrutamento
Em 8 de outubro de 2018, Moore anunciou que frequentaria a Universidade Duke e rejeitou as ofertas de Carolina do Norte, NC State, Carolina do Sul e Wake Forest.
| Nome | Cidade Natal                           | Escola        | Altura             | Peso           | Data                 |
| --- | -------------------------------------- | ------------- | ------------------ | -------------- | -------------------- |
| Wendell Moore SF | Charlotte, NC                          | Cox Mill (NC) | 6 ft 6 in (1.98 m) | 215 lb (98 kg) | 8 de outubro de 2018 |
| Wendell Moore SF | Recrutamento: Rivals: 247Sports: ESPN: |               |                    |                |                      |
| Rankings: Rivals: 24º \| 247Sports: 38º \| ESPN: 22º |                                        |               |                    |                |                      |
| - Nota: Em muitos casos, Scout, Rivals, 247Sports e ESPN podem entrar em conflito em suas listas de altura e peso, nestes casos, a média foi obtida. - Fonte: |                                        |               |                    |                |                      |

## Carreira universitária
Moore marcou 17 pontos em uma vitória por 81-73 sobre Georgetown nas finais do 2K Classic. Em 4 de janeiro, ele quebrou a mão na vitória contra Miami, o que exigiu uma cirurgia. Depois de perder seis jogos, Moore voltou à ação em 1º de fevereiro com uma vitória contra Syracuse. Em 8 de fevereiro, ele registrou 17 pontos e 10 rebotes em um jogo contra Carolina do Norte. Em 25 de fevereiro, Moore marcou 25 pontos, o recorde de sua carreira, em uma derrota por 113-101 para Wake Forest. Como calouro, ele teve médias de 7,4 pontos, 4,2 rebotes e 1,9 assistências.
Em seu segundo ano, Moore teve médias de 9,7 pontos, 4,8 rebotes, 2,7 assistências e 1,2 roubos de bola. Em sua terceira temporada, ele foi nomeado para a Segunda-Equipe e para a Equipe Defensiva da ACC. Em 12 de novembro de 2021, Moore registrou 19 pontos, 10 rebotes e 10 assistências, tornando-se o quinto jogador na história da universidade com um triplo-duplo. Em 2 de abril de 2022, Moore foi nomeado o vencedor do Prêmio Julius Erving. Ele se declarou para o draft da NBA de 2022 e abriu mão de sua elegibilidade universitária em 21 de abril.

## Carreira profissional

### Minnesota Timberwolves (2022−2024)
Moore foi selecionado pelo Dallas Mavericks como a 26ª escolha geral no draft da NBA de 2022. Em seguida, ele foi negociado com o Houston Rockets como parte de uma troca envolvendo Christian Wood. Ele foi novamente negociado com o Minnesota Timberwolves em troca de Ty Ty Washington e duas futuras escolhas de segunda rodada.

### Detroit Pistons (2024–2025)
Em 6 de julho de 2024, Moore foi negociado com o Detroit Pistons, junto com a 37ª escolha geral no draft da NBA de 2024, em troca da 53ª escolha no draft. Em 6 de fevereiro de 2025, ele foi dispensado.

### Charlotte Hornets (2025–Presente)
Em 15 de fevereiro de 2025, Moore assinou um contrato de duas vias com o Charlotte Hornets e com o Greensboro Swarm da G-League.

## Estatísticas da carreira

### NBA

#### Temporada regular
| Ano      | Equipe    | PJ | PT | MPJ  | AP   | 3P   | LL   | RT  | AS  | BR | TO | PPJ |
| -------- | --------- | -- | -- | ---- | ---- | ---- | ---- | --- | --- | -- | -- | --- |
| 2022–23  | Minnesota | 29 | 2  | 5.3  | .419 | .118 | .800 | .6  | .6  | .3 | .2 | 1.4 |
| 2023–24  | Minnesota | 25 | 0  | 3.0  | .500 | .000 | —    | .5  | .2  | .2 | .0 | .7  |
| 2024–25  | Detroit   | 20 | 1  | 10.9 | .460 | .286 | .929 | 2.2 | 1.2 | .5 | .2 | 3.2 |
| Carreira | Carreira  | 74 | 3  | 6.4  | .459 | .134 | .864 | 1.1 | .6  | .3 | .1 | 1.7 |

#### Play-In
| Ano  | Equipe    | PJ | PT | MPJ | AP | 3P | LL | RT | AS | BR | TO | PPJ |
| ---- | --------- | -- | -- | --- | -- | -- | -- | -- | -- | -- | -- | --- |
| 2023 | Minnesota | 1  | 0  | 3.0 | –  | –  | –  | .0 | .0 | .0 | .0 | .0  |

#### Playoffs
| Ano      | Equipe    | PJ | PT | MPJ | AP   | 3P   | LL | RT | AS | BR | TO | PPJ |
| -------- | --------- | -- | -- | --- | ---- | ---- | -- | -- | -- | -- | -- | --- |
| 2023     | Minnesota | 1  | 0  | 2.1 | –    | –    | –  | .0 | .0 | .0 | .0 | .0  |
| 2024     | Minnesota | 6  | 0  | 3.1 | .429 | .250 | —  | .3 | .3 | .2 | .0 | 1.2 |
| Carreira | Carreira  | 7  | 0  | 2.6 | .429 | .250 | —  | .1 | .1 | .1 | .0 | .6  |

### Universidade
| Ano      | Equipe   | PJ | PT | MPJ  | AP   | 3P   | LL   | RT  | AS  | BR  | TO | PPJ  |
| -------- | -------- | -- | -- | ---- | ---- | ---- | ---- | --- | --- | --- | -- | ---- |
| 2019–20  | Duke     | 25 | 11 | 24.0 | .416 | .211 | .806 | 4.2 | 1.9 | .9  | .2 | 7.4  |
| 2020–21  | Duke     | 24 | 18 | 27.6 | .417 | .301 | .848 | 4.8 | 2.7 | 1.2 | .2 | 9.7  |
| 2021–22  | Duke     | 39 | 39 | 33.9 | .500 | .413 | .805 | 5.3 | 4.4 | 1.4 | .2 | 13.4 |
| Carreira | Carreira | 88 | 68 | 28.5 | .444 | .308 | .819 | 4.7 | 3.0 | 1.1 | .2 | 10.1 |

Fonte: